# Джанелли, Антонио Мария
Святой Анто́нио (Анто́ний) Мари́я Джане́лли (итал. Antonio Maria Gianelli, лат. Antonius Maria Gianelli, 12 апреля 1789, Карро, Лигурия — 7 июня 1846, Пьяченца) — епископ Боббио с 1837 года до своей смерти. Основал религиозные конгрегации «Дочери Богоматери Запретного сада» и «Миссионеры святого Альфонса».
Канонизирован в 1951 году папой Пием XII.

## Биография
Родился 12 апреля 1789 года в семье Джакомо и Марии Джанелли; у него было пять братьев. Вырос в небольшой фермерской деревне; был настолько способным учеником, что владелица фермы оплатила его учёбу в семинарии. Учёбу он начал в ноябре 1807 года в Генуе, где начал изучать догматику и литургическую практику; получил докторскую степень.
Назначен субдиаконом в сентябре 1811 года и получил необычную привилегию: из-за исключительного красноречия ему сразу было разрешено проповедовать. Рукоположен в сан диакона кардиналом-архиепископом Генуи Джузеппе Мария Спина в середине 1812 года, в сан священника — 28 мая того же года (он получил особое разрешение, поскольку не достиг возраста, необходимого для рукоположения). Служил приходским священником в Мантуе, а затем направлен преподавать в Каркаре в Савоне. В феврале 1813 года назначен вице-приходским священником церкви Сан-Маттео в Генуе. В 1815—1817 годах преподавал в колледже в Каркаре, а в 1816—1822 годах — в Генуе.
В июне 1826 года Луиджи Ламбрускини назначил Джанелли протоиереем церкви Святого Иоанна Крестителя в Кьявари; он оставался в этой должности до 1837 года. С ноября 1826 года преподавал богословие, латынь и греческий язык в Кьявари. В 1827 году основал мужскую конгрегацию «Миссионеры святого Альфонса» (просуществовал до 1856 года), а в 1829 году женскую конгрегацию «Дочери Богоматери Запретного сада», которая занималась обучением и уходом за больными. Орден получил официальное папское одобрение от папы Льва XIII 7 июня 1882 года, через несколько десятилетий после смерти Джанелли.
В 1837 году папа Григорий XVI назначил его епископом Боббио, и Пласидо Мария Тадини рукоположил Джанелли в сан епископа 6 мая 1838 года. Будучи епископом, восстановил почитание святого Колумбана в своей епархии и провёл два епархиальных синода. Регулярно посещал каждый приход своей епархии и проводил много времени в исповедальне.
В апреле 1845 года у него был выявлен туберкулёз, который не был диагностирован с самого начала. Лечение прошло хорошо и болезнь, казалось, отступила. Весной 1846 года его состояние стало быстро ухудшаться, и епископ умер 7 июня 1846 года от тяжёлой лихорадки в сочетании с туберкулёзом.
По состоянию на 2005 год в основанном Джанелли женском ордене состояло 781 монахиня в 125 обителях в Аргентине, Боливии, Бразилии, Чили, Конго, Индии, Италии, Испании, Иордании, Палестине, Парагвае, Уругвае и США.

## Почитание

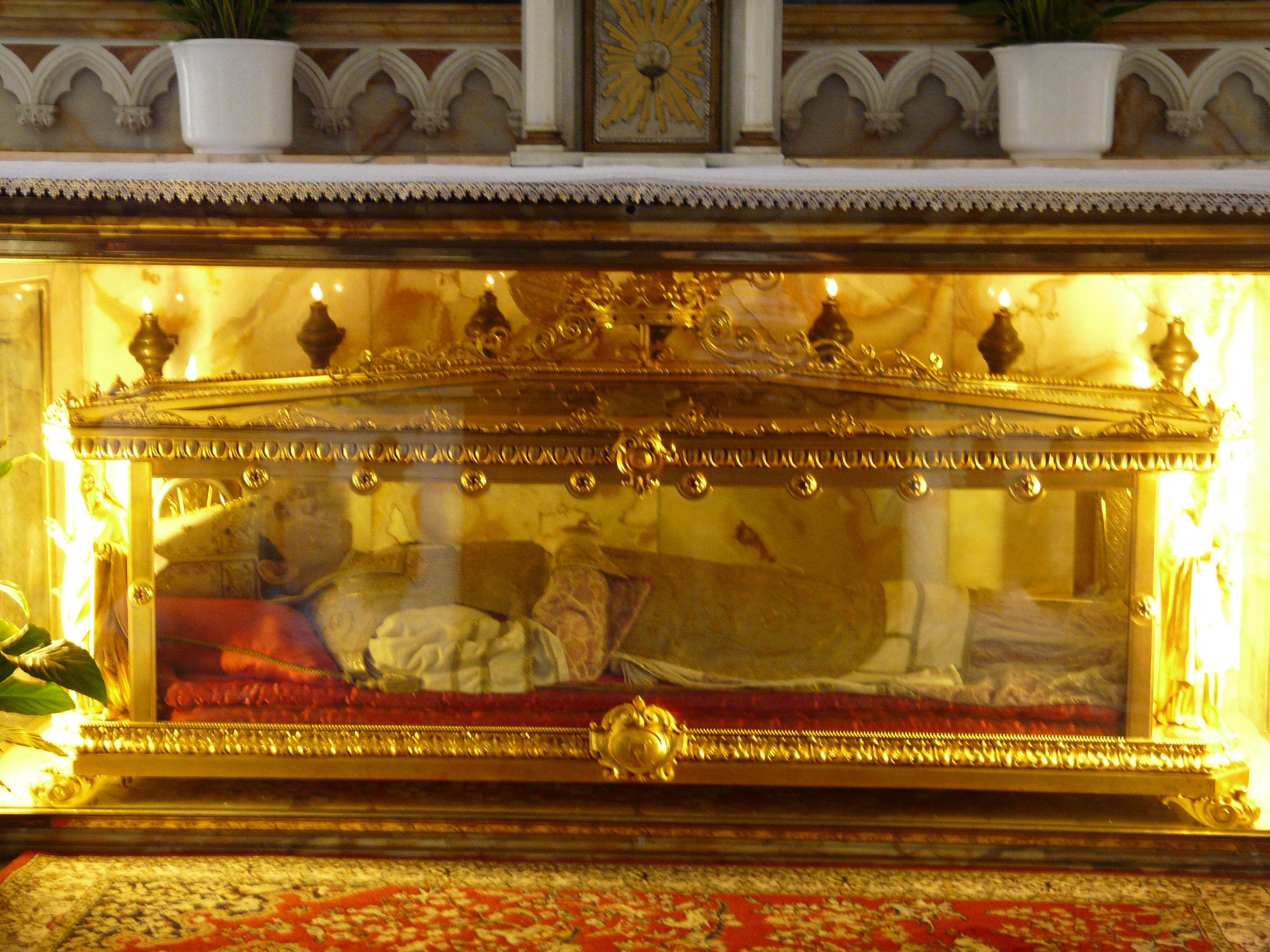
Рака с мощами святого в соборе Боббио.

Процесс канонизации Джанелли начался при папе Пие X 2 июня 1896 года, когда его провозгласили слугой Божьим. Папа Бенедикт XV постановил, что жизнь епископа была наполнена героической добродетелью, и провозгласил досточтимым 11 апреля 1920 года. Папа Пий XI беатифицировал его 19 апреля 1925 года, а папа Пий XI причислил к лику святых 21 октября 1951 года в базилике Святого Петра.
С 2000 года является неофициальным покровителем Боббио (вместе со святым Колумбаном) и Валь-ди-Вары.
День памяти — 7 июня.